# Oesteröda
Oesteröda is een  klein dorp in de Duitse gemeente Stadtilm in het Ilm-Kreis in Thüringen. Het dorp wordt voor het eerst vermeld in een oorkonde uit 1296.

## Geschiedenis
In 1950 werd het dorp toegevoegd aan de gemeente Dienstedt. In 1996 ging het op in de gemeente Ilmtal, die op 6 juli 2018 opging in de gemeente Stadtilm.